# Tim Stokes
Tim Stokes (* um 1956) ist ein ehemaliger englischer Badmintonspieler. 

## Karriere
Tim Stokes wurde 1975 nationaler Juniorenmeister in England und Junioren-Vizeeuropameister. Siegreich gestalten konnte er für sich die Welsh International 1975, die Portugal International 1977 (im Mixed zusammen mit Karen Bridge), die Jersey Open 1979 und 1980, den Victor Cup 1979 sowie die Hampshire Championships 1980. National gewann er 1977 bei den Erwachsenen Silber und 1980 Bronze.